# Yahtse-Gletscher
Der Yahtse-Gletscher ist ein 64 Kilometer langer Gletscher im US-Bundesstaat Alaska. Er befindet sich im Wrangell-St.-Elias-Nationalpark etwa 120 Kilometer nordwestlich der Siedlung Yakutat.

## Geografie
Der Yahtse-Gletscher hat sein Nährgebiet an der Südostflanke des in der Barkley Ridge gelegenen Mount Miller im äußersten Osten der Chugach Mountains. Von dort strömt der im Mittel 4 Kilometer breite Gletscher in ostsüdöstlicher Richtung entlang der Südflanke der Eliaskette. Er umströmt die Guyot Hills nördlich und östlich und mündet schließlich in die Icy Bay, einer Bucht an der Pazifikküste. Der Yahtse-Gletscher grenzt im Süden an den Guyot-Gletscher.

## Gletscherentwicklung
Früher mündete der Yahtse-Gletscher in den Guyot-Gletscher. Aufgrund dessen Gletscherrückzugs im 20. Jahrhundert werden heute deren Gletscherzungen von den Guyot Hills getrennt. Anfang der 2000er Jahre befand sich der Yahtse-Gletscher in einer möglicherweise kurzen Vorstoßperiode.